# Caudron C.190

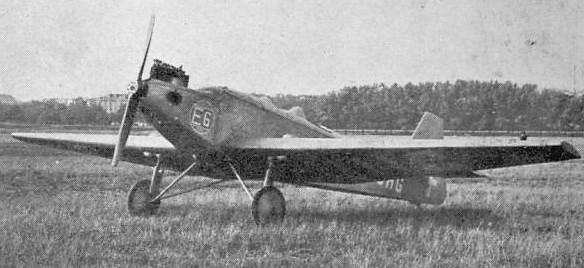
Caudron C.193

Le Caudron C.190 est un avion de sport français biplace à ailes basses et monomoteur, construit par le constructeur français Caudron à la fin des années 1920. 
La seule variante de la famille C.190 (C.190/191/192/193) à avoir été construite en série était le C.193.